# Chizuko Mifune
Chizuko Mifune  (御船千鶴子?) (Uki, 17 giugno 1886 – 19 gennaio 1911) è stata una chiaroveggente giapponese.

## Biografia

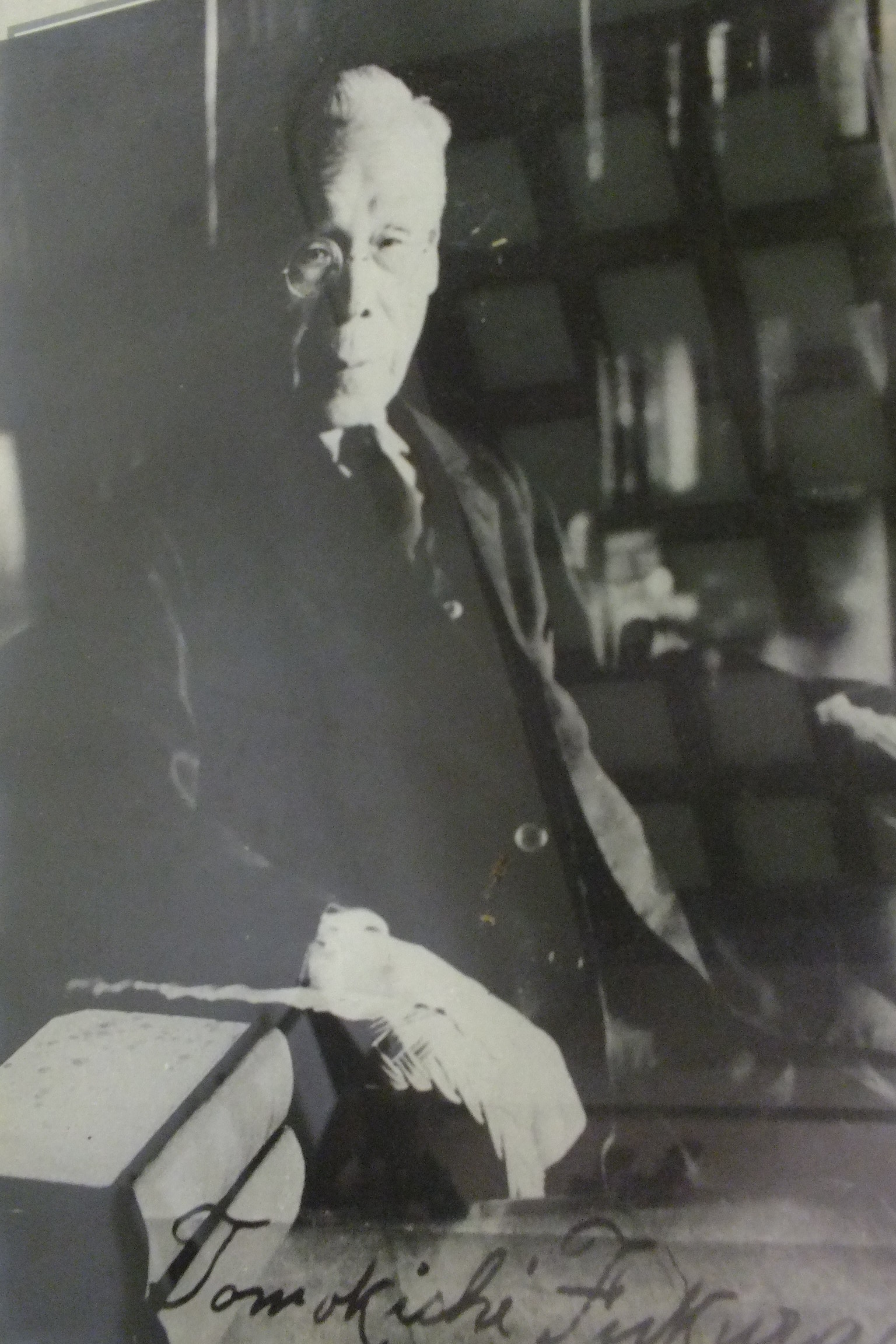
Tomokichi Fukurai

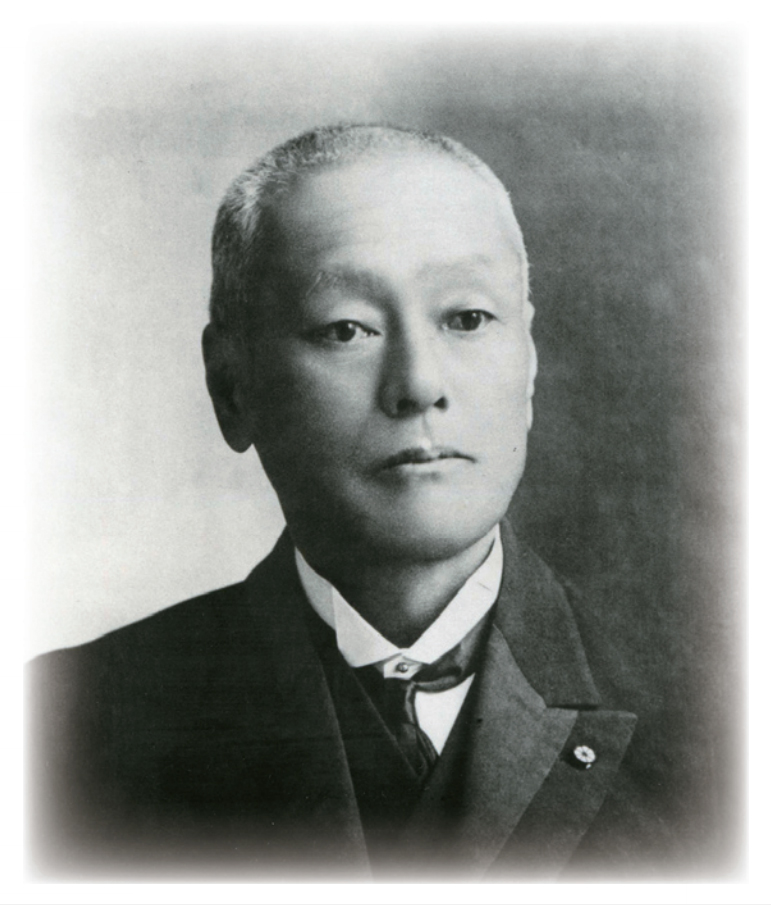
Yamakawa Kenjirō

Nata nella prefettura di Kumamoto, Chizuko fu brevemente sposata dal 1908 al 1910. Si racconta che fosse profondamente religiosa e che fu introdotta all'ipnosi dal cognato.
All'età di 23 anni, i suoi poteri di chiaroveggenza si sarebbero attivati durante alcuni esercizi di respirazione e meditazione, quando vide un certo numero di vermi all'interno di un albero del giardino vicino, coperti dalla corteccia e invisibili ad occhio nudo. Le notizie si diffusero rapidamente dalla prefettura di Kumamoto fino ad arrivare al dottor Tomokichi Fukurai, a quel tempo professore associato di psicologia all'Università di Tokyo. Profondamente interessato al paranormale, questi cominciò a convalidare il presunto fenomeno delle percezioni extrasensoriali (ESP), anche contro il parere dei suoi colleghi più scettici, tra cui Yamakawa Kenjirō.
Una delle più famose dimostrazioni in pubblico di Chizuko fu condotta da Fukurai il 15 settembre 1910. Apparentemente Chizuko avrebbe letto dei messaggi contenuti in buste nascoste. Il pubblico ne fu meravigliato, ma quando questi messaggi si rivelarono non provenire da Yamakawa ma da Fukurai, fu considerata una ciarlatana e pesantemente criticata dalla stampa. La sua reputazione ne fu rovinata e all'età di 25 anni Chizuko si suicidò ingerendo del veleno.

## Riferimenti nella cultura di massa
La sua figura è stata di ispirazione per la creazione del personaggio di Shizuko Yamamura, madre di Sadako Yamamura, principale antagonista nel romanzo Ring di Kōji Suzuki e nei successivi film tratti da questo.